# Примітивна комірка
Приміти́вна комі́рка — найменший об'єм кристала в формі паралелепіпеда, трансляцією якого можна відтворити весь кристал.
Ідеальний кристал характеризується трансляційною симетрією. Тобто, існують такі вектори {\displaystyle \mathbf {a} }, при зсуві на який кожен атом кристалу займе інше іншого атома. Вочевидь, що зсув на вектор {\displaystyle n\mathbf {a} }, де n — ціле число, тобто n-кратне повторення зсуву, матиме ті ж наслідки.
Тривимірність кристалу означає, що існують три лінійно незалежні вектори, які мають таку властивість. Можна вибрати три найменші вектори {\displaystyle \mathbf {a} _{1}}, {\displaystyle \mathbf {a} _{2}}, {\displaystyle \mathbf {a} _{3}} так, щоб будь-який вектор трансляції {\displaystyle \mathbf {a} } можна було задати у вигляді
{\displaystyle \mathbf {a} =n_{1}\mathbf {a} _{1}+n_{2}\mathbf {a} _{2}+n_{3}\mathbf {a} _{3}},
де n1, n2, n3 — цілі числа. Ці вектори називаються базисними векторами кристалічної ґратки. Вони визначають паралелепіпед, який називається примітивною коміркою.